# Filmes de 1953 da Paramount Pictures
Em 1953, a Paramount Pictures lançou um total de vinte e cinco filmes.

## Destaques
As produções mais significativas foram:
- Houdini, biografia do ilusionista especializado em escapar de qualquer tipo de situação, ainda que totalmente manietado, com bom desempenho de Tony Curtis no papel-título
- Off Limits, comédia de roteiro engenhoso, coloca Bob Hope e Mickey Rooney envolvidos com pugilismo dentro do Exército norte-americano
- Roman Holiday, comédia romântica clássica, um moderno conto de fadas rodado em Roma por William Wyler, Oscar de Melhor Atriz para Audrey Hepburn
- Shane, faroeste que, segundo a crítica, é um dos poucos que pode ser chamado de obra-prima,[1] rendeu $9.000.000 somente nos EUA[1] e recebeu seis indicações para o Oscar
- Stalag 17, drama ambientado em campo de concentração nazista; "excitação e realismo tão afiados quanto arame farpado fizeram deste (...) um dos filmes mais fortes do ano"[1]
- The War of the Worlds, ficção científica clássica baseada em romance de H. G. Wells, um dos melhores trabalhos do produtor George Pal

## Prêmios Oscar
Vigésima sexta cerimônia, com os filmes exibidos em Los Angeles em 1953:
| Filme                 | Indicações | Premiações                                        |
| --------------------- | --- | ------------------------------------------------- |
| The Caddy             | Canção | ---                                               |
| Roman Holiday         | Filme Atriz (Audrey Hepburn) Ator Coadjuvante (Eddie Albert) Diretor História Original Roteiro Adaptado Fotografia (preto e branco) Direção de Arte/Decoração de Interiores (preto e branco) Figurino (preto e branco) Edição | Atriz História Original Figurino (preto e branco) |
| Shane                 | Filme Ator Coadjuvante (Brandon De Wilde e Jack Palance) Diretor Roteiro Adaptado Fotografia (em cores) | Fotografia (em cores)                             |
| Stalag 17             | Ator (William Holden) Ator Coadjuvante (Robert Strauss) Diretor | Ator                                              |
| The War of the Worlds | Edição Gravação de Som Efeitos Especiais | Efeitos Especiais                                 |
| Wee Water Wonders     | Curta-Metragem em Live Action (1 bobina) | ---                                               |

## Os filmes de 1953
| Título original                | Título PT/BR                 | Título PT/PT         | Astros                                   | Diretor                      |
| ------------------------------ | ---------------------------- | -------------------- | ---------------------------------------- | ---------------------------- |
| Arrowhead                      | O Último Guerreiro           | O Apache Branco      | Charlton Heston, Jack Palance            | Charles Marquis Warren       |
| Botany Bay                     | A Nau dos Condenados         | A Nau dos Condenados | Alan Ladd, James Mason                   | John Farrow                  |
| The Caddy                      | Sofrendo da Bola             | O Grande Jogador     | Dean Martin, Jerry Lewis                 | Norman Taurog                |
| Cease Fire                     | Cessar Fogo                  |                      | Documentário de guerra                   | Owen Crump                   |
| Flight to Tangier              | Os Mistérios de Marrocos     |                      | Joan Fontaine, Jack Palance              | Charles Marquis Warren       |
| Forever Female                 | No Entardecer da Vida        |                      | Ginger Rogers, William Holden            | Irving Rapper                |
| The Girls from Pleasure Island | As Garotas da Ilha do Prazer |                      | Leo Genn, Elza Lanchester                | Alvin Ganzer/F. Hugh Herbert |
| Here Come the Girls            | O Rei da Confusão            | O Rei da Confusão    | Bob Hope, Arlene Dahl                    | Claude Binyon                |
| Houdini                        | Houdini, O Homem Miraculoso  |                      | Tony Curtis, Janet Leigh                 | George Marshall              |
| Jamaica Run                    | O Mistério da Casa Grande    | A Mulher da Jamaica  | Ray Milland, Arlene Dahl                 | Lewis Foster                 |
| Little Boy Lost                | O Garotinho Perdido          | Perdido em Paris     | Bing Crosby, Claude Dauphin              | George Seaton                |
| Money from Home                | A Barbada do Biruta          | Dinheiro em Caixa    | Dean Martin, Jerry Lewis                 | George Marshall              |
| Off Limits                     | O Promotor de Encrencas      | Bob, O Incrível      | Bob Hope, Mickey Rooney                  | George Marshall              |
| Pony Express                   | As Aventuras de Buffalo Bill |                      | Charlton Heston, Rhonda Fleming          | Jerry Hopper                 |
| Roman Holiday                  | A Princesa e o Plebeu        | Férias em Roma       | Audrey Hepburn, Gregory Peck             | William Wyler                |
| Sangaree                       | Sangari                      |                      | Fernando Lamas, Arlene Dahl              | Edward Ludwig                |
| Scared Stiff                   | Morrendo de Medo             | O Castelo do Terror  | Dean Martin, Jerry Lewis                 | George Marshall              |
| Shane                          | Os Brutos Também Amam        |                      | Alan Ladd, Jean Arthur                   | George Stevens               |
| Stalag 17                      | Inferno No. 17               | O Inferno na Terra   | William Holden, Don Taylor               | Billy Wilder                 |
| The Stars Are Singing          | Uma Estrela Caiu do Céu      |                      | Rosemary Clooney, Anna Maria Alberghetti | Norman Taurog                |
| Those Redheads from Seattle    | ... E as Ruivas Chegaram     |                      | Rhonda Fleming, Gene Barry               | Lewis Foster                 |
| Tropic Zone                    | O Carrasco dos Trópicos      | Ouro Verde           | Ronald Reagan, Rhonda Fleming            | Lewis Foster                 |
| Thunder in the East            | Uma Aventura na Índia        |                      | Alan Ladd, Deborah Kerr                  | Charles Vidor                |
| The War of the Worlds          | A Guerra dos Mundos          |                      | Gene Barry, Ann Robinson                 | Byron Haskin                 |